# 紫苞长蒴苣苔
紫苞长蒴苣苔（学名：Didymocarpus purpureobracteatus）为苦苣苔科长蒴苣苔属下的一个种。

## 扩展阅读
- 維基物種上的相關：紫苞长蒴苣苔